# Fernando Barreda Luna
Fernando Guillermo Barreda Luna (nacido el 12 de julio de 1983 en Tampico, Tamaulipas, México) es un editor, guionista, productor y director de cine mexicano. 

## Biografía
Fernando Guillermo Barreda Luna nació el 12 de julio de 1983 en Tampico, Tamaulipas, México.
Debutó como director con Atrocious (2011). Ha dirigido los cortometrajes Oscuridad (2009) y Kiss of Vengeance (2012) que se presentó  en el Festival de Cine de Sitges (2014). Productor de las cintas 21 Days (2014) y 1974 (2016).

## Filmografía
- 2009: Oscuridad (cortometraje) (director)
- 2011: Atrocious (director)
- 2012: Kiss of Vengeance (cortometraje) (director)
- 2014: 21 Days (productor)
- 2017: 1974 (productor)